# Retrogradno gibanje
Retrogradno gibanje (lat. retro - unatrag, gradus - korak) je gibanje tijela u smjeru suprotnom od gibanja matičnog tijela oko kojeg promatrano tijelo orbitira. I rotacija (vrtnja oko osi) i revolucija (vrtnja oko matičnog tijela) mogu biti progradne ili retrogradne.
U Sunčevom sustavu većina tijela kreće se na isti način: gledano iz smjera Sjevernjače, svi planeti okreću se oko Sunca u smjeru obrnutom od kazaljke na satu - progradno. Isto vrijedi i za orbitalna gibanja većine prirodnih satelita. Vlastite rotacije planetarnih tijela variraju, ali uglavnom su progradne.
Primjeri retrogradne rotacije su kod Venere, Urana i mnoštva sitnih tijela u Sunčevom sustavu.
Primjeri retrogradne revolucije su kod Neptunovog satelita Tritona, velikog broja sitnih satelita jovijanskih planeta, te velikog broja kometa i asteroida.

## Poveznice
- Progradno gibanje